# 바라 브리스
바라 브리스(bara brith)는 "얼룩이 빵" (Speckled bread)라고도 불리는 웨일스의 빵이다. 이스트를 넣는 경우가 많으며, 이스트를 넣지 않는 레시피 또한 있다. 보통 빵 안쪽에 건포도, 커런트, 당과를 넣는다.

## 같이 보기
- 밤브랙